# Frédéric-Antoine de Schwarzbourg-Rudolstadt
Titre
Prince de Schwarzbourg-Rudolstadt
24 juin 1718 – 1er septembre 1744
(26 ans, 2 mois et 8 jours)
Frédéric-Antoine de Schwarzbourg-Rudolstadt est un prince de la maison de Schwarzbourg né le 14 août 1692 à Rudolstadt et mort le 1er septembre 1744 dans cette même ville. Il règne sur la principauté de Schwarzbourg-Rudolstadt de 1718 à sa mort.

## Biographie
Frédéric-Antoine est le fils aîné du prince Louis-Frédéric Ier et de son épouse Anne-Sophie de Saxe-Gotha-Altenbourg. Il succède à son père à sa mort, en 1718.

## Mariages et descendance
Frédéric-Antoine se marie le 8 février 1720 à Saalfeld avec la princesse Sophie-Wilhemine de Saxe-Cobourg-Saalfeld (1690-1727), fille du duc Jean-Ernest. Ils ont trois enfants :
- Jean-Frédéric (1721-1767), prince de Schwarzbourg-Rudolstadt ;
- Sophie-Wilhelmine (1723-1723) ;
- Sophie-Albertine (1724-1799).

Veuf, Frédéric-Charles se remarie le 6 janvier 1729 avec la princesse Sophie-Christine de Frise orientale (de) (1688-1750), fille du prince Christian-Évrard. Ils n'ont pas d'enfants.